# Yolanda Caballero
Yolanda Caballero, född 9 mars 1982, är en friidrottare från Colombia. Hon deltog vid olympiska sommarspelen 2012.